# Вулька-Добринська
Вулька-Добринська (пол. Wólka Dobryńska) — село в Польщі, у гміні Залесе Більського повіту Люблінського воєводства. Населення — 550 осіб (2011).

## Історія
За даними етнографічної експедиції 1869—1870 років під керівництвом Павла Чубинського, у селі переважно проживали греко-католики, які розмовляли українською мовою.
У 1975—1998 роках село належало до Білопідляського воєводства.

## Демографія
Демографічна структура станом на 31 березня 2011 року:
|          | Загалом | Допрацездатний вік | Працездатний вік | Постпрацездатний вік |
| -------- | ------- | ------------------ | ---------------- | -------------------- |
| Чоловіки | 267     | 58                 | 174              | 35                   |
| Жінки    | 283     | 50                 | 153              | 80                   |
| Разом    | 550     | 108                | 327              | 115                  |